# Recanto
Recanto é o trigésimo álbum da cantora brasileira Gal Costa, lançado em dezembro de 2011. Todas as músicas foram escritas por Caetano Veloso, que também assina a produção junto ao seu filho (e afilhado da intérprete) Moreno Veloso. O álbum vendeu mais de 25 mil cópias no Brasil.

## Faixas
- Todas as canções escritas por Caetano Veloso:

| N.º | Título                 | Duração |  |
| 1.  | "Recanto Escuro"       | 3:51    |  |
| 2.  | "Cara do Mundo"        | 2:52    |  |
| 3.  | "Autotune Autoerótico" | 3:40    |  |
| 4.  | "Tudo Dói"             | 2:41    |  |
| 5.  | "Neguinho"             | 5:35    |  |
| 6.  | "O Menino"             | 4:28    |  |
| 7.  | "Madre Deus"           | 3:35    |  |
| 8.  | "Mansidão"             | 3:32    |  |
| 9.  | "Sexo e Dinheiro"      | 3:40    |  |
| 10. | "Miami Maculelê"       | 4:06    |  |
| 11. | "Segunda"              | 3:49    |  |